# Dăscălești, Buzău
Dăscălești este un sat în comuna Puiești din județul Buzău, Muntenia, România. Se află situat pe malul drept al râului Râmnicul Sărat, cu câteva sute de metri înainte de kilometrul 16 și câteva sute de metri după kilometrul 17, începând de la municipiul Râmnicu Sărat.